# North Miami (Floryda)
North Miami – miasto w Stanach Zjednoczonych, w stanie Floryda, w hrabstwie Miami-Dade.